# STARMARIE
STARMARIE（スターマリー）は、日本のダンスボーカルグループ。
2008年7月結成。所属レコード会社は色彩RECORDS。
2018年、中野サンプラザで3度目の単独公演を開催。また、SHOW-YA主催『NAONのYAON』やjealkb主催『オトタノ』などのロックフェスや、アメリカ・アトランタで開催のアニメフェスなど、国内外の様々なフェスに出演。これまでの海外での総公演数は、100回を超える。
過去、SHOW-YAのギタリスト・sun-goが参加した「ママは天才ギタリスト」や、筋肉少女帯・大槻ケンヂが作詞した「僕と少女霊媒師たち」を発表。また、アニメ『カードファイト!! ヴァンガードG NEXT』『鬼斬』などのアニメソングも担当。

## メンバー
| 名前                    | 誕生日  | 血液型 | 加入日         | 出身             |
| ----------------------- | ------- | ------ | -------------- | ---------------- |
| 木下望 Nozomi Kishita   | 5月21日 | B型    | 2008年8月16日  | 静岡県浜松市出身 |
| 紫乃 Shino              | 7月19日 | A型    | 2009年11月1日  | 神奈川県出身     |
| 中根もにゃ Monya Nakane | 10月9日 | AB型   | 2014年6月22日  | 静岡県湖西市出身 |
| ひぃちゃん hiichan      | 10月4日 | O型    | 2014年6月22日  | 栃木県出身       |
| 麻弥 Maya               | 7月15日 | O型    | 2020年12月30日 | 群馬県出身       |

## 概要
- ファンタジーをコンセプトとし、人の生死をテーマにした独特な歌詞に、激しいダンス・チューンで表現するユニットである。
- 生死をテーマにしているため、ライブ中メンバーはほとんど笑顔を見せない。MCも行わない。
- 2012年より海外展開をスタート。2013年、アメリカ・ロサンゼルスにて海外での初ライブを開催。その後、フィリピン、台湾、インドネシア、シンガポール、マレーシア、中国などでの海外公演を行ない、現在までに100公演以上を行っている。台湾では定期公演も行っており、これまでの公演数は約20回を数える。
- 2015年 テレビアニメ『カードファイト！ヴァンガードG』のエンディング曲を担当し、アニソンアーティストの仲間入りを果たす。
- 2016年 テレビアニメ『鬼斬』主題歌を担当、メンバー声優デビューも果たす。
- 2017年 テレビアニメ『カードファイト！ヴァンガードG NEXT』のエンディング曲を担当。4月30日の『ブシロード１０周年ライブ in 横浜アリーナ』に出演。
- 2017年 『hide presents MIX LEMONeD JELLY 2017』出演。
- 2018年1月より、AKIBAカルチャーズ劇場にて『ファンタジーショー』を毎月開催。毎月異なる楽曲をテーマに、ステージ後方のスクリーンと連動したストーリー仕立ての1時間。全着席で、STARMARIEの世界観に浸ることができる公演。
- 2018年4月29日 SHOW-YA主催『NAONのYAON』出演。
- 2018年8月31日より、アコースティックコンサート『Fantasy Voice』をスタート。現在も、2〜3ヶ月に1回のペースで開催中。
- 2018年9月20〜22日 アメリカ・アトランタで開催の『Anime Weekend Atlanta』に出演。SPYAIR、MIYAVIらと同じステージでライブを行った。
- 2018年9月24日 jealkb主催『オトタノ』出演。
- 2019年1月31日 青山RiZMの2周年記念として、フリーライブを開催。メドレーなしフルコーラスで41曲を披露。
- 2019年3月16〜17日 下北沢で、ファンタジーをコンセプトにした2daysのサーキットイベント『FANTASY TOWN -The Dark Style-』を開催。
- 2019年8月11日 劇場型コンサート『FANTASY CIRCUS 第五幕 〜化けビトたちの音楽会〜』を、ヒューリックホール東京にて上演予定。

## 活動歴
- 2008年8月16日、原宿アストロホールにて木下望が加入。
- 2009年11月1日、渋谷DESEOにて高森紫乃が加入。
- 2011年4月～6月、TBS系“ショウビズ”情報番組「エンプラ」のエンディングソングに「涙のパン工場「コンセル・カマタ」〜SINGLE VERSION〜」が採用
- 2012年9月15日、ワンマンライブ「Starmarie ONE MAN LIVE 2012 〜The way to the world〜」を東京・渋谷club asiaで行う。 [1]
- 2013年7月4日～7月7日、アメリカ・ロサンゼルスで開催される北米最大規模のアニメコンベンション「Anime Expo 2013」に出演。[2]
- 2014年1月4日、ワンマンライブを東京キネマ倶楽部で行う。
- 2014年4月7日、ワンマンライブをShibuya O-EASTで行う。
- 2014年6月22日、中根礎子、松崎博香、渡辺楓の加入を発表（東京キネマ倶楽部）。5人体制を機に「Starmarie」から大文字の「STARMARIE」へ[3]。
- 2014年7月9日～11日、スタマリEXPOをShibuya O-EASTで行う[4]。5人体制初ステージ。
- 2014年8月2日～3日、TOKYO_IDOL_FESTIVALに参加。4年ぶり2回目[5]。
- 2014年9月10日～11日、台湾にて公演[6]。
- 2014年9月18日～21日、フィリピンBest Of Anime等にて公演[7]。
- 2014年10月1日、3年ぶりシングル「サーカスを殺したのは誰だ」を12月3日に発売することを発表。作曲、編曲は浅田祐介[8]。
- 2014年11月25日～12月7日、マルイシティ渋谷9Fにおいて、「STARMARIEのファンタジーな世界展」を開催。11月25日1Fエントランスでライブ、11月27日9Fトークショーなどを開催[9]
- 2015年6月2日、テレビ東京系テレビアニメカードファイト!! ヴァンガードG(毎週日曜日 午前 10時～)のエンディングにSTARMARIEの曲が使われることが発表される。
- 2015年8月23日、中根礎子が中根もにゃに改名[10]。
- 2016年2月19日、ワンマンライブを渋谷TSUTAYA O-EASTにて行う。
- 2016年4月20日、テレビアニメ「鬼斬」主題歌「姫は乱気流☆御一行様」を発売。
- 2016年4月27日、ワンマンライブを赤坂BLITZにて行う。
- 2016年5月12日発売、集英社「ヤングジャンプ」No.24に掲載された、「サキドルエースSURVIVAL SEASON5」に中根もにゃがエントリー[11][12]。
- 2016年8月21日、ワンマンライブを品川ステラボールにて行う。
- 2016年12月26日、ワンマンライブを中野サンプラザにて行う。
- 2017年3月20日、渋谷マルイ屋上にてFREE LIVE、スタマリ現象"屋上から見える銀河 君と眺めて"を開催。
- 2017年3月31日、渡辺楓、メンバー初のワンマンライブを開催
- 2017年4月1日よりK-mix(静岡エフエム放送)にて、レギュラーラジオ番組『STARMARIEのファンタジートラベラー』が放送開始
- 2017年4月8日、台湾で10回目の単独公演を開催
- 2017年4月10日〜16日、渋谷マルイ 8F特設会場にてSTARMARIEのファンタジーな世界展開催
- 4月30日横浜アリーナで開催されたミルキィホームズ＆ブシロード10周年ライブに出演。

- 堂々と姫は乱気流☆御一行様と７月に発売する新曲『ナツニナレ！』を披露。 曲間のトークではのんちゃん（木下望）がキジムナーの声（鬼斬にてキジムナー役）で喋り、横浜アリーナの1万人を静まらせた。
- 2017年8月30日、ワンマンライブを中野サンプラザにて行う。
- 2018年2月4日、3度目の中野サンプラザ公演を開催。
- 2018年4月29日、『NAONのYAON』初出演。
- 2018年4月30日、『大ヴァンガ祭』初出演。
- 2018年5月5日、『とちテレアニメフェスタ』初出演。

## ディスコグラフィ

### アルバム
|     | リリース      | タイトル                                                    | レーベル    | 販売生産番号        |
| --- | ------------- | ----------------------------------------------------------- | ----------- | ------------------- |
| 1st | 2011年2月23日 | ファンタジーワールド                                        | 色彩RECORDS | MSSR-3002           |
| 2nd | 2013年1月9日  | ファンタジーワールド2(通常盤) ファンタジーワールド2(限定盤) | 色彩RECORDS | MSSR-3004 MSSR-3005 |
| 3rd | 2014年4月16日 | ファンタジーワールド3                                       | 色彩RECORDS | MSSR-3008           |
| 4th | 2017年4月4日  | FANTASY THEATER                                             | 色彩RECORDS | MSSR-3015           |
| 5th | 2018年2月14日 | FANTASY WORLD IV                                            | 色彩RECORDS | MSSR-3018           |
| 6th | 2019年6月8日  | さよならお弁当 ~スタマリの泣ける物語集~                     | 色彩RECORDS | MSSR-3020           |
| 7th | 2020年9月6日  | 閉じ込める！                                                | 色彩RECORDS | MSSR-3023           |

### ミニアルバム
|     | リリース       | タイトル               | レーベル    | 販売生産番号 |
| --- | -------------- | ---------------------- | ----------- | ------------ |
| 1st | 2016年2月19日  | Fantasy Novel          | 色彩RECORDS | MSSR-3012    |
| 2nd | 2016年10月1日  | Spell of the HALLOWEEN | 色彩RECORDS | MSSR-3013    |
| 3rd | 2019年12月23日 | 化けビトたちの音楽会   | 色彩RECORDS | MSSR-3022    |

### EP
|     | リリース      | タイトル                   | レーベル    |
| --- | ------------- | -------------------------- | ----------- |
| 1st | 2021年3月11日 | Fantasy Parade Episode I   | 色彩RECORDS |
| 2nd | 2021年4月23日 | Fantasy Parade Episode II  | 色彩RECORDS |
| 3rd | 2024年1月10日 | Fantasy Parade Episode III | 色彩RECORDS |
| 4th | 2024年2月28日 | Fantasy Parade Episode IV  | 色彩RECORDS |

### ベストアルバム
|                | リリース      | タイトル          | レーベル    | 販売生産番号 |
| -------------- | ------------- | ----------------- | ----------- | ------------ |
| ベストアルバム | 2015年6月22日 | THE FANTASY WORLD | 色彩RECORDS | MSSR-3011    |
| 入門編アルバム | 2017年5月11日 | スタマリ入門      | 色彩RECORDS | MSSR-3016    |

### シングル[13]
|      | リリース       | タイトル                                           | レーベル                     | 販売生産番号      |
| ---- | -------------- | -------------------------------------------------- | ---------------------------- | ----------------- |
| 1st  | 2009年2月11日  | タイムマシーン・ラブ                               | 色彩RECORDS                  | MSSR-1004         |
| 2nd  | 2009年5月20日  | 魔法使いルル                                       | 色彩RECORDS                  | MSSR-1006         |
| 3rd  | 2010年2月24日  | アンドロメダ・プロポーズ                           | 色彩RECORDS                  | MSSR-1014         |
| 4th  | 2010年12月15日 | モノマネ師ネロ                                     | 色彩RECORDS                  | MSSR-1024         |
| 5th  | 2011年4月27日  | 涙のパン工場「コンセル・カマタ」〜SINGLE VERSION〜 | ユニバーサルミュージック     | POCS-1062         |
| 6th  | 2012年6月6日   | 三ツ星レストラン・ポールからの招待状               | ユニバーサルミュージック     | POCS-1062         |
| 7th  | 2012年6月6日   | ハガネの勇気                                       | Full Moo                     | FLLMA-10          |
| 8th  | 2014年12月3日  | サーカスを殺したのは誰だ                           | 色彩RECORDS                  | SKSI-0001〜0003   |
| 9th  | 2015年5月27日  | ネット・オークション・ベイビーズ                   | レインボーエンタテインメント | NYTR-001〜005     |
| 10th | 2015年8月19日  | メクルメク勇気！                                   | ブシロードミュージック       | BRMM-10018〜10021 |
| 11th | 2016年4月20日  | 姫は乱気流☆御一行様                                | ブシロードミュージック       | BRMM-10039〜10042 |
| 12th | 2017年7月4日   | ナツニナレ！                                       | ブシロードミュージック       | BRMM-10068〜10071 |
| 13th | 2018年11月7日  | 僕と少女霊媒師たち / ドント・ルッキン・フォーミー  | 色彩RECORDS                  | SKSI-0005         |
| 14th | 2018年12月26日 | キミとヒトリ 月夜に歌う                            | 色彩RECORDS                  | SKSI-0006         |
| 15th | 2019年3月20日  | 予感                                               | 色彩RECORDS                  | SKSI-0007         |
| 16th | 2020年3月23日  | DEAD or ALIVE                                      | 色彩RECORDS                  | MSSR-1066         |

### ライブ会場限定、配信のみリリースなど
|   | リリース       | タイトル                                   | 備考                                                             |
| - | -------------- | ------------------------------------------ | ---------------------------------------------------------------- |
| 1 | 2013年7月4日   | ファンタジーワールド2.5                    | アメリカ限定、ワンマン限定など                                   |
| 2 | 2014年8月2日   | TIF限定メディア                            | 東京アイドルフェスティバル2014限定 初の5人体制収録CD             |
| 3 | 2014年8月30日  | ファンタジーワールド海賊版                 | 東浜阪ツアー限定                                                 |
| 4 | 2014年10月8日  | FANTASY WORLD 3.5                          | iTunes限定配信。 9月11日台湾、9月19日フランス、10月8日日本ほか。 |
|   | 2013年1月16日  | モグラミステリーツアー                     |                                                                  |
|   | 2016年9月27日  | スペル・オブ・ザ・ブック                   |                                                                  |
|   | 2020年8月2日   | 此のままモンスター                         |                                                                  |
|   | 2021年4月10日  | パノプティコン                             |                                                                  |
|   | 2021年8月1日   | 禁じられた遊び                             |                                                                  |
|   | 2022年10月15日 | ラピスマナリス (Happy STARMARIE Halloween) |                                                                  |
|   | 2023年1月25日  | 醤油の加減                                 |                                                                  |
|   | 2023年2月25日  | スタードロップ                             |                                                                  |
|   | 2023年3月25日  | 桜                                         |                                                                  |
|   | 2023年4月25日  | 恋はいつしかシンギュラリティ               |                                                                  |
|   | 2023年5月28日  | フォールダウンソング 〜推しと星の物語〜    |                                                                  |
|   | 2023年6月28日  | ONE                                        |                                                                  |
|   | 2023年8月30日  | 飴色サマーライダー                         |                                                                  |
|   | 2023年9月30日  | リグレスとプログレス                       |                                                                  |
|   | 2023年10月31日 | つながる                                   |                                                                  |
|   | 2023年11月30日 | イッツアン・アニマルワールド               |                                                                  |
|   | 2023年12月30日 | 素晴らしき夢と現実の日々                   |                                                                  |
|   | 2024年11月22日 | ファストブレイク                           | 映画「ファストブレイク」主題歌                                   |

## 番組・イベント出演

### ラジオ
STARMARIEラジオ「姫は乱気流☆御一行様」
2016年8月30日よりHiBiKi Radio Stationにて配信。隔週火曜日更新。パーソナリティはSTARMARIE（木下望、高森紫乃、中根もにゃ、松崎博香、渡辺楓）。2017年1月3日（第9幕）で更新停止。
STARMARIEのファンタジートラベラー
2017年4月1日よりK-mix（静岡エフエム）にて放送中。メインパーソナリティは木下望。メンバーは週替わりで登場する。
STARMARIEの居ない世界で、橘田いずみは明日を迎えられる?
2017年8月22日から2018年2月6日までHiBiKi Radio Stationにて配信された。火曜日更新。パーソナリティはSTARMARIE（木下望、高森紫乃、中根もにゃ、松崎博香、渡辺楓）、橘田いずみ。

### イベント
- 2016年新日本プロレス千葉・東金アリーナ大会PR大使[15]